# Tibet (tkanina)
Tibet je historické označení tkanin z česané vlny. Tkanina v oboulícní keprové vazbě podobná  kašmíru, je velmi měkká, bez lesku. Upravovala se požehováním nebo  postřihováním a   kalandrováním.
Vedle jednobarevných byly známé také pestrobarevné tibety s keprovým podkladem a vzorem tvořeným osnovními nitěmi. Po obarvení v kuse byl vzor znatelně tmavší než podklad.
Tkanina se vyráběla také pod označením alpako-tibet s osnovou z  česané vlny a s útkem z  alpakové příze.
V Evropě se tibet vyráběl nejdříve v Anglii. V 1. polovině 19. století zavedl liberecký soukeník Liebig výrobu a prodej tibetu v Rakousko-uherské monarchii.
Označení tibet se také používalo (asi do poloviny 20. století) pro opotřebené lehké vlněné nevalchované tkaniny vytříděné k recyklaci.